# Alegeri legislative în Belgia, 2003
În data de 18 mai 2003 au fost primele alegeri parlamentare în Belgia care au deținut noul cod electoral. Una din noutăți a fost atingerea unui prag electoral de 5%, care a costat locurile din partea de N-VA si parțile Verzi, Ecologiste și Agalev. Socialiști Belgieni au recuperate bine deoarece părțile liberale si naționaliste le-au acordat voturile lor. 
„Verzii Flamanzi” au pierdut locurile. Verzii au atacat pe 2 fronturi: unii, inclusiv partenerii lor de coaliție, ia acuzat că ar fi prea fundamentaliști, în timp ce alți au declarat că au trădat idealurile lor. Ministrul Wallon verde s-a resemnat (Isabelle Durant) pentru ca a pierdut, chiar cu o săptămână înainte de alegeri, probabil nu le-a căzut bine deloc. Deși a fost prezis în unele sondaje de opinie, cuceririle Frontului Național au fost surprinzătoare, considerând că aceasta a apărut rar în mass-media. Tendința  a fost de recuperarea social-democraților flamanzi, condus de popularul (unii ar spune populistul) Steve Stevaert. Faptul că Elio di Rupoi a învățat olandeza, el speră să devină prim-ministru, în cazul în care social-democrații s-ar dovedi a fi cea mai mare familie politică. 
Principalele teme care au influențat probabil rezultatele alegerilor într-un fel sau altul, au fost opoziția guvernului de la invadarea Irakului în 2003, controversa din jurul aeroportului din Zaventem, controverse care interzicea  publicității tutunul, precum și de șomaj. Dar unele teme generale care ar trebui sa domine, au lipsit.

## Rezultatele alegerilor parlamentare
Rezumat al Camerei Reprezentanților Partidelor din Belgia, din data 18 mai 2003.
Partide politice și numărul de voturi acumulate:
- Democrații și Liberali Flamanzi-1,009,223
- Partidul Socialist-Spirit(-ual)-979,750
- Creștinii Democrați și Flamanzi-870,749
- Partidul Socialist-855,992
- Blocul Flamand-767,605
- Mișcarea Reformista-748,954
- Centrul Democrat Umanist-359,660
- Noua Alianță Flamanda-201,399
- Partidul Ecologist-201,123
- Frontul Național-130,012
- Agalev	-162,205
- Vivant-81,337
- Altele-204,180

Total(participanți 94,7%)-6,572,189
Rezumatul din 18 mai 2003. Rezultatele alegerilor din Senatul Belgian
Partide politice participante la alegeri și rezultatele voturilor:
- Partidul Socialist-Spirit(-ual)-1,013,560
- Democrații și Liberali Flamanzi-1,007,868
- Creștinii Democrați și Flamanzi-832,849
- Partidul Socialist-840,908
- Mișcarea Reformistă-795,757
- Blocul Flamand-741,940
- Centrul Democrat Umanist-362,705
- Noua Alianța Flamandá-200,273
- Partidul Ecologist-208,868
- Agalev-161,024
- Frontul Național-147,305
- Vivant-86,723
- Altele-151,731

Total(participanți 94,4%)-6,551,511